# Leichtathletik-Weltmeisterschaften 2022/200 m der Männer

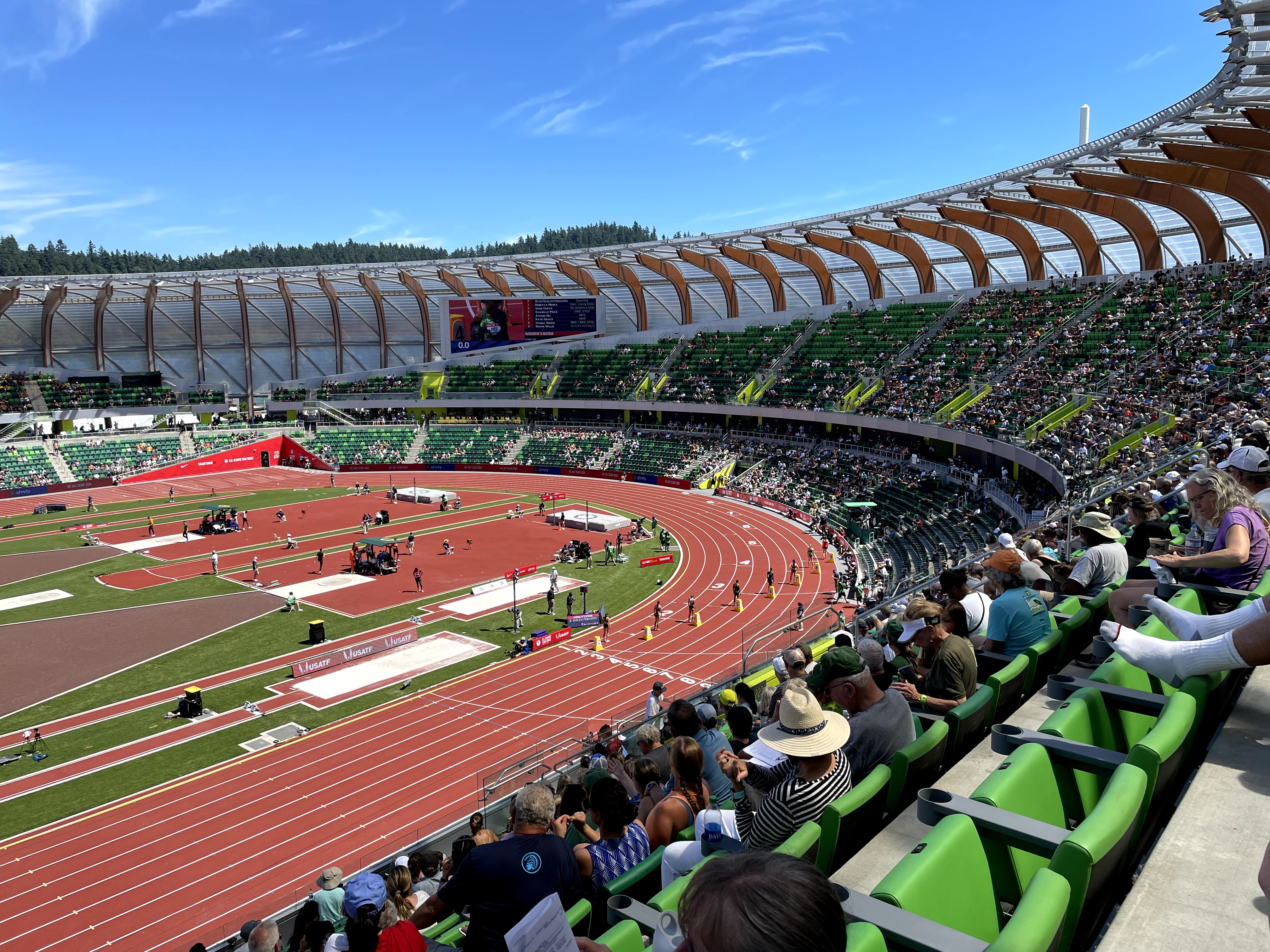
Das Stadion New Hayward Field im Jahr 2021

Der 200-Meter-Lauf der Männer bei den Leichtathletik-Weltmeisterschaften 2022 wurde vom 18. bis 21. Juli 2022 im Hayward Field der Stadt Eugene in den Vereinigten Staaten ausgetragen.
Auch auf dieser mittleren Sprintstrecke gab es wie schon über 100 Meter einen US-amerikanischen Dreifacherfolg. Weltmeister wurde Titelverteidiger Noah Lyles in 19,31 Sekunden. Er gewann vor Kenneth Bednarek. Bronze ging an Erriyon Knighton.

## Rekorde

### Bestehende Rekorde
| Weltrekord               | Usain Bolt | 19,19 s | WM in Berlin, Deutschland | 20. August 2009 |
| Weltmeisterschaftsrekord | Usain Bolt | 19,19 s | WM in Berlin, Deutschland | 20. August 2009 |

Der bestehende WM-Rekord, gleichzeitig Weltrekord, wurde nicht erreicht. Die schnellste Zeit erzielte der US-amerikanische Weltmeister Noah Lyles mit 19,31 s  im Finale am 21. Juli bei einem Rückenwind von 0,4 m/s. Damit blieb er nur zwölf Hundertstelsekunden über dem Rekord. Mit dieser Zeit stellte Noah Lyles eine neue Weltjahresbestleistung auf.

### Rekordverbesserungen
Es wurden vier Landesrekorde aufgestellt.
- 20,01 s – Alexander Ogando (Dominikanische Republik), vierter Vorlauf am 18. Juli bei einem Rückenwind von 0,5 m/s
- 20,44 s – Guy Maganga Gorra (Gabun), sechster Vorlauf am 18. Juli bei einem Rückenwind von 1,0 m/s
- 19,91 s – Alexander Ogando (Dominikanische Republik), erstes Halbfinale am 19. Juli bei einem Gegenwind von 0,1 m/s
- 19,31 s – Noah Lyles (USA), Finale am 21. Juli bei einem Rückenwind von 0,4 m/s

## Vorrunde
18. Juli 2022
Die Vorrunde wurde in sieben Läufen durchgeführt. Die ersten drei Wettbewerber pro Lauf – hellblau unterlegt – sowie die darüber hinaus drei zeitschnellsten Teilnehmer – hellgrün unterlegt – qualifizierten sich für das Halbfinale.

### Vorlauf 1

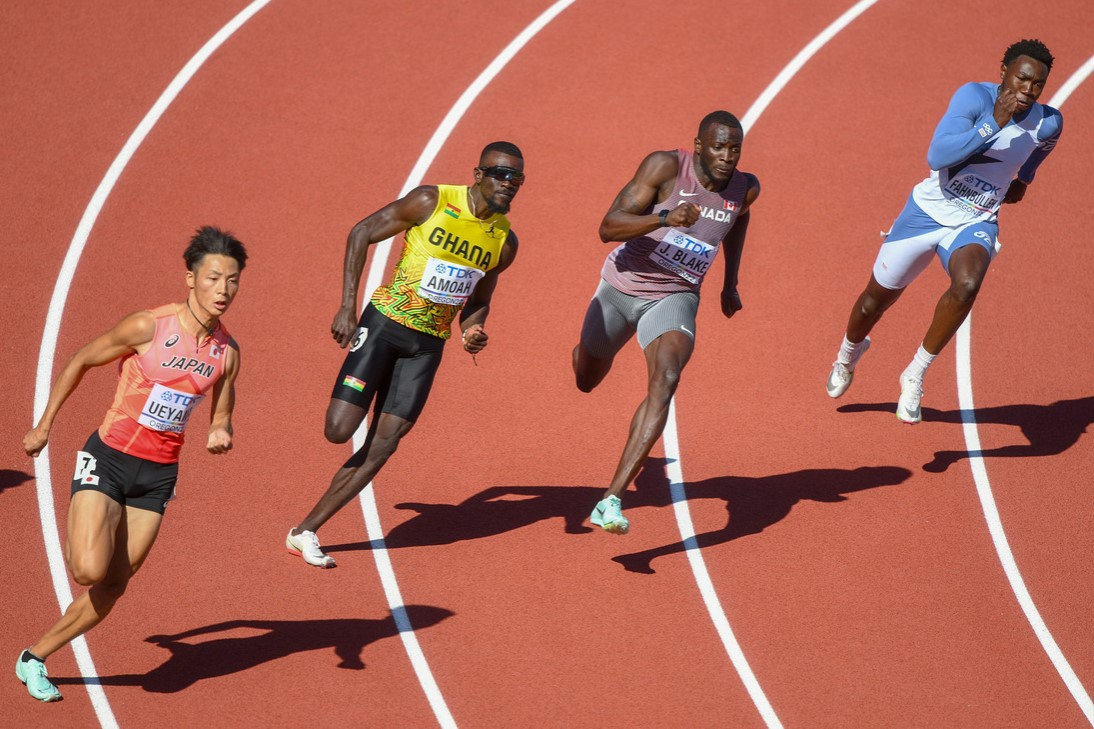
Erster Vorlauf (v. l. n. r.): Koki Ueyama, Joseph Paul Amoah, Jerome Blake, Joseph Fahnbulleh
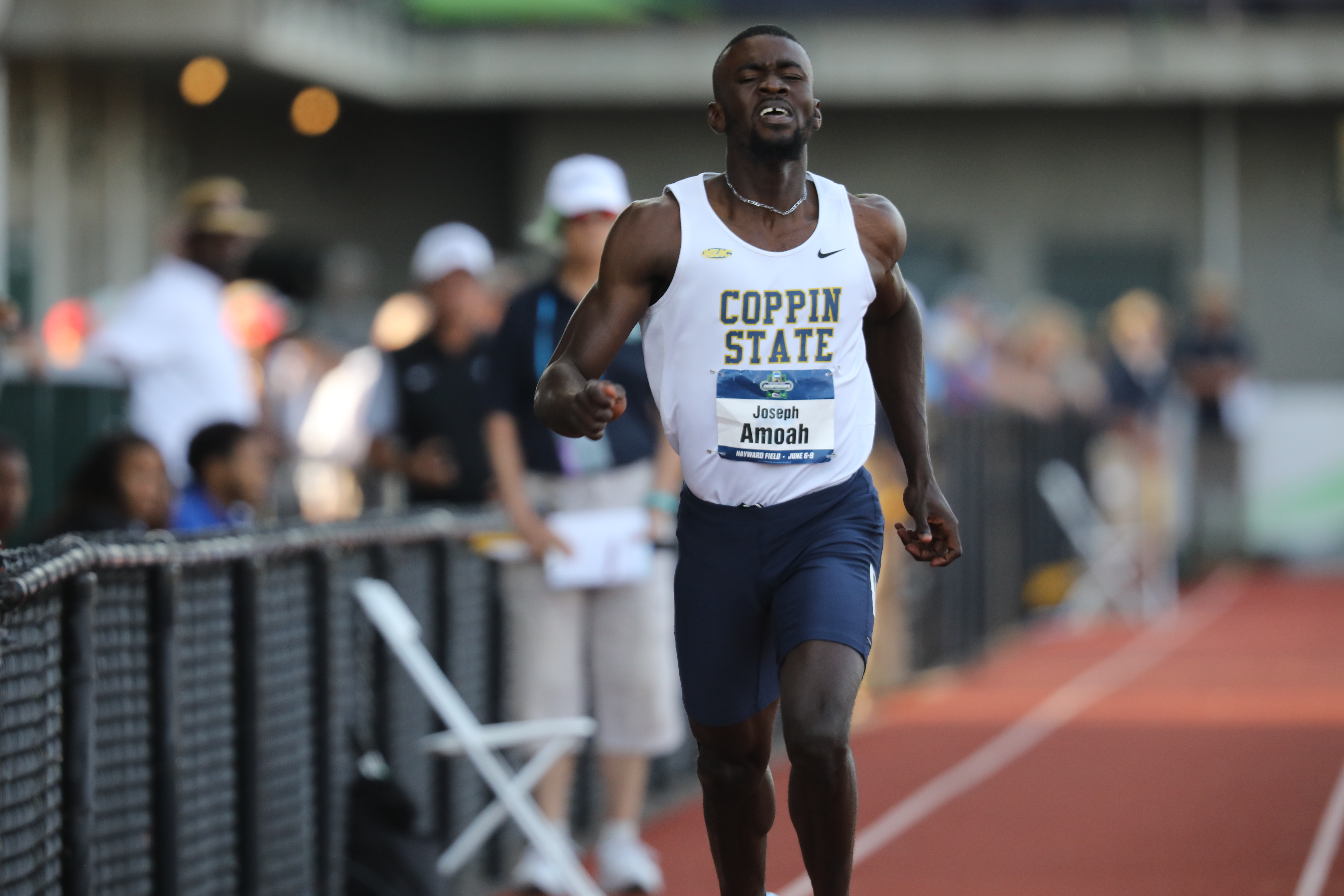
Lucas Rodrigues da Silva – ausgeschieden als Sechstplatzierter des ersten Vorlaufs

18. Juli 2022, 17:05 Uhr Ortszeit (19. Juli, 2:05 Uhr MESZ)

Wind: +1,0 m/s
| Platz | Name                     | Nation          | Zeit (s)                           |
| ----- | ------------------------ | --------------- | ---------------------------------- |
| 1     | Joseph Fahnbulleh        | Liberia         | 20,12                              |
| 2     | Koki Ueyama              | Japan           | 20,26                              |
| 3     | Jerome Blake             | Kanada          | 20,30                              |
| 4     | Joe Ferguson             | Großbritannien  | 20,33                              |
| 5     | Joseph Paul Amoah        | Ghana           | 20,40                              |
| 6     | Lucas Rodrigues da Silva | Brasilien       | 20,90                              |
| DSQ   | Terrence Talio           | Papua-Neuguinea | IWR 163, TR17.3.1 – Bahnübertreten |

### Vorlauf 2
18. Juli 2022, 17:12 Uhr Ortszeit (19. Juli, 2:12 Uhr MESZ)

Wind: ±0,0 m/s
| Platz | Name                    | Nation              | Zeit (s) |
| ----- | ----------------------- | ------------------- | -------- |
| 1     | Jereem Richards         | Trinidad und Tobago | 20,35    |
| 2     | Aaron Brown             | Kanada              | 20,60    |
| 3     | Shōta Iizuka            | Japan               | 20,72    |
| 4     | Shaun Maswanganyi       | Südafrika           | 20,79    |
| 5     | Simon Hansen            | Dänemark            | 20,80    |
| 6     | Shainer Rengifo Montoya | Kuba                | 20,80    |
| 7     | Joseph Green            | Guam                | 22,04    |

### Vorlauf 3

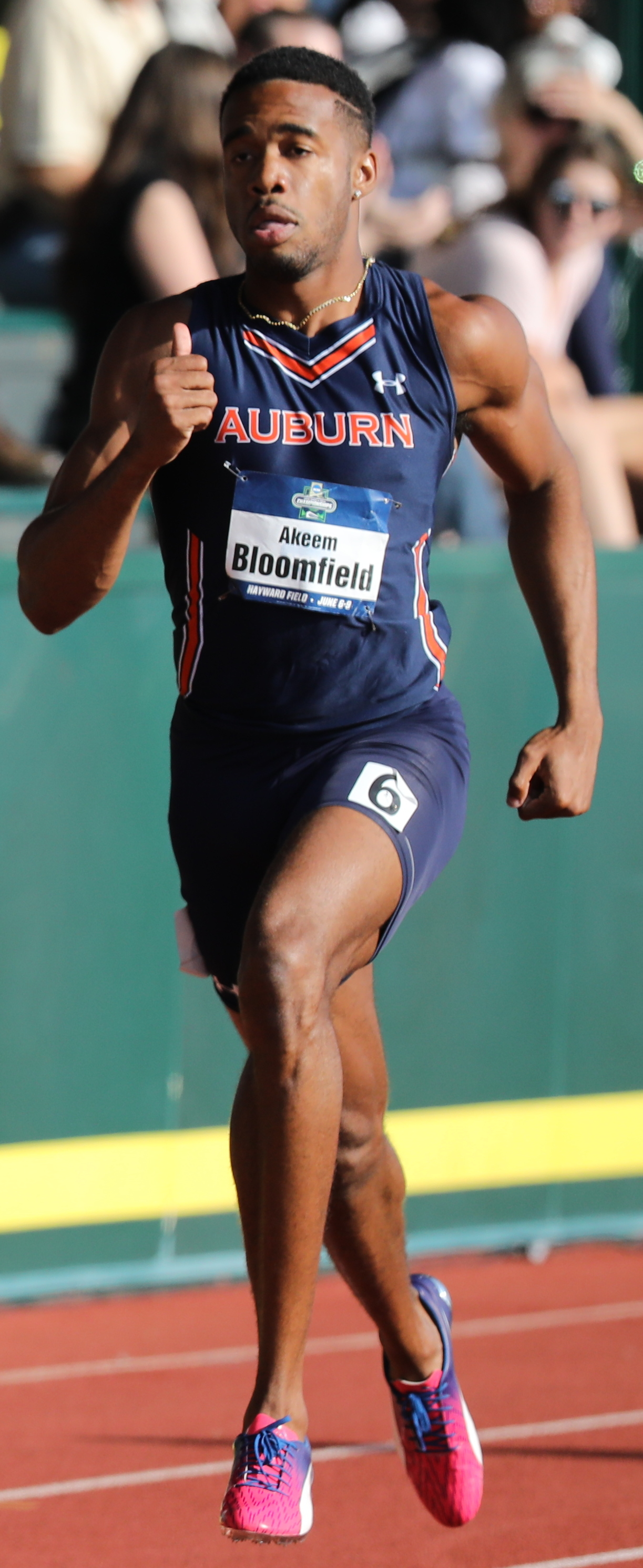
Akeem Bloomfield – ausgeschieden als Fünftplatzierter des dritten Vorlaufs
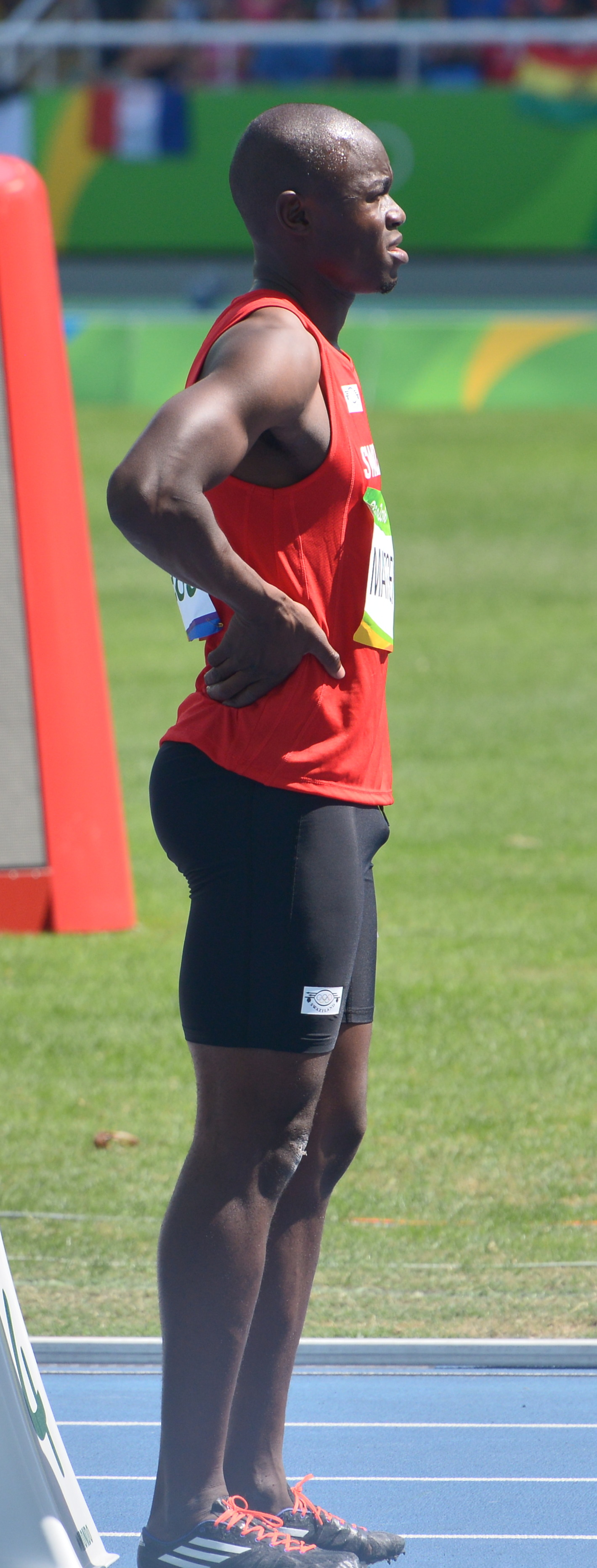
Sibusiso Matsenjwa – ausgeschieden als Sechstplatzierter des dritten Vorlaufs

18. Juli 2022, 17:21 Uhr Ortszeit (19. Juli, 2:21 Uhr MESZ)

Wind: +2,1 m/s
| Platz | Name                     | Nation                  | Zeit (s) |
| ----- | ------------------------ | ----------------------- | -------- |
| 1     | Erriyon Knighton         | USA                     | 20,00    |
| 2     | Luxolo Adams             | Südafrika               | 20,10    |
| 3     | Nethaneel Mitchell-Blake | Großbritannien          | 20,11    |
| 4     | Yancarlos Martínez       | Dominikanische Republik | 20,13    |
| 5     | Akeem Bloomfield         | Jamaika                 | 20,56    |
| 6     | Sibusiso Matsenjwa       | Eswatini                | 20,60    |
| 7     | Tinotenda Matiyenga      | Simbabwe                | 20,72    |

### Vorlauf 4

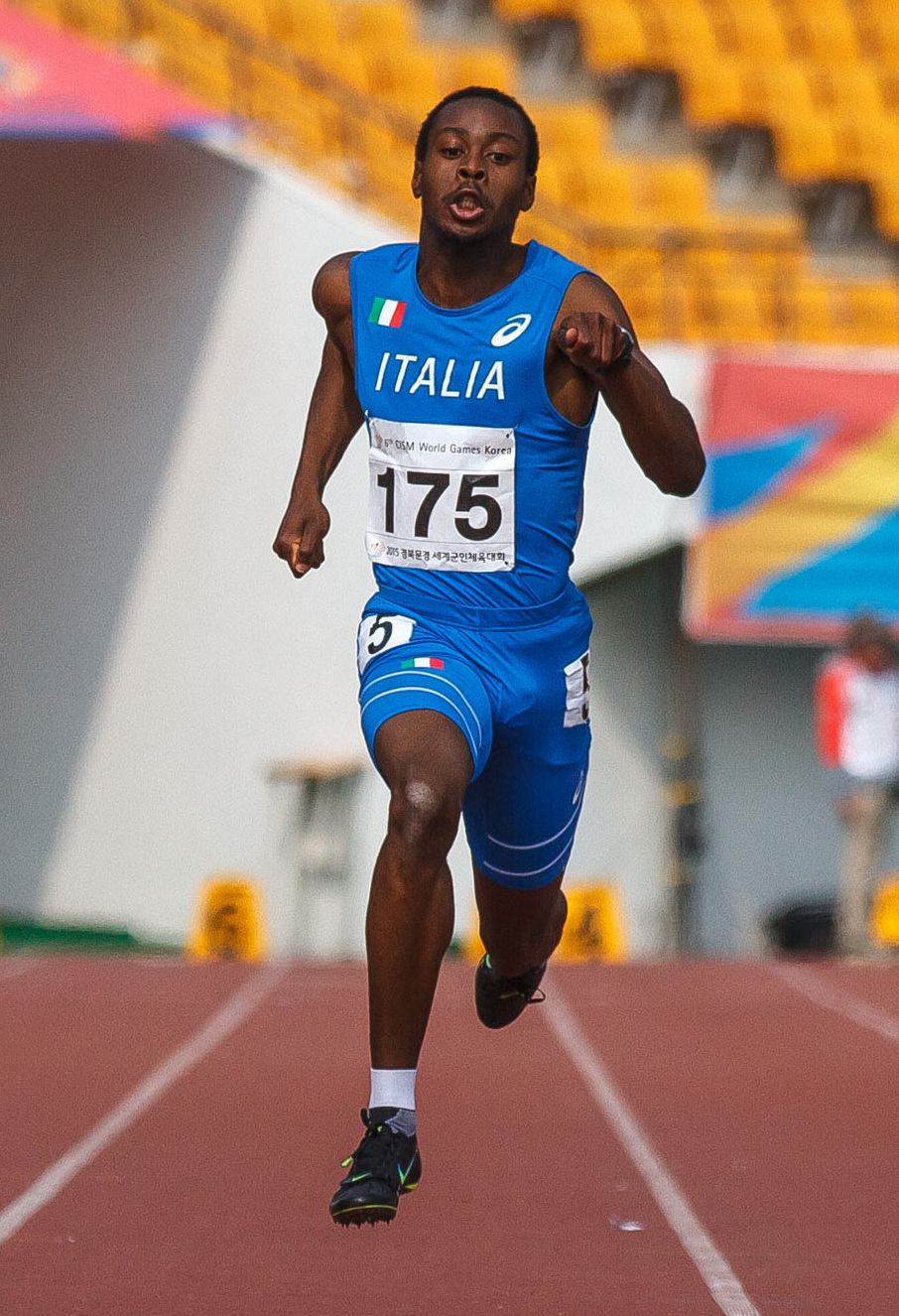
Fausto Desalu – ausgeschieden als Viertplatzierter des vierten Vorlaufs

18. Juli 2022, 17:28 Uhr Ortszeit (19. Juli, 2:28 Uhr MESZ)

Wind: +0,5 m/s
| Platz | Name             | Nation                  | Zeit (s)                           |
| ----- | ---------------- | ----------------------- | ---------------------------------- |
| 1     | Alexander Ogando | Dominikanische Republik | 20,00 NR                           |
| 2     | Kenneth Bednarek | USA                     | 20,35000                           |
| 3     | Tarsis Orogot    | Uganda                  | 20,44000                           |
| 4     | Fausto Desalu    | Italien                 | 20,63000                           |
| 5     | Mouhamadou Fall  | Frankreich              | 20,83000                           |
| 6     | Hachim Maaroufou | Komoren                 | 20,91000                           |
| DSQ   | Marcos Santos    | Angola                  | IWR 163, TR17.3.1 – Bahnübertreten |

### Vorlauf 5
18. Juli 2022, 17:35 Uhr Ortszeit (19. Juli, 2:35 Uhr MESZ)

Wind: +0,4 m/s
| Platz | Name              | Nation     | Zeit (s) |
| ----- | ----------------- | ---------- | -------- |
| 1     | Fred Kerley       | USA        | 20,17    |
| 2     | Sinesipho Dambile | Südafrika  | 20,28    |
| 3     | Udodi Onwuzurike  | Nigeria    | 20,34    |
| 4     | Yohan Blake       | Jamaika    | 20,35    |
| 5     | William Reais     | Schweiz    | 20,71    |
| 6     | Aidan Murphy      | Australien | 20,75    |
| DNS   | Emmanuel Eseme    | Kamerun    |          |

### Vorlauf 6

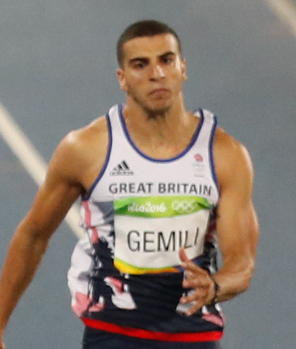
Adam Gemili – ausgeschieden als Viertplatzierter des sechsten Vorlaufs

18. Juli 2022, 17:41 Uhr Ortszeit (19. Juli, 2:41 Uhr MESZ)

Wind: +1,0 m/s
| Platz | Name              | Nation         | Zeit (s) |
| ----- | ----------------- | -------------- | -------- |
| 1     | Filippo Tortu     | Italien        | 20,18    |
| 2     | Guy Maganga Gorra | Gabun          | 20,44 NR |
| 3     | Calab Law         | Australien     | 20,50    |
| 4     | Adam Gemili       | Großbritannien | 20,60    |
| 5     | Alonso Edward     | Panama         | 22,08    |
| DNS   | Andre De Grasse   | Kanada         |          |
| DNS   | Yūki Koike        | Japan          |          |

### Vorlauf 7
18. Juli 2022, 17:48 Uhr Ortszeit (19. Juli, 2:48 Uhr MESZ)

Wind: −0,3 m/s
| Platz | Name              | Nation              | Zeit (s) |
| ----- | ----------------- | ------------------- | -------- |
| 1     | Noah Lyles        | USA                 | 19,98    |
| 2     | Rasheed Dwyer     | Jamaika             | 20,29    |
| 3     | Xie Zhenye        | Volksrepublik China | 20,30    |
| 4     | Owen Ansah        | Deutschland         | 20,52    |
| 5     | Eric Harrison Jr. | Trinidad und Tobago | 20,54    |
| 6     | Lucas Vilar       | Brasilien           | 20,65    |
| 7     | Jan Jirka         | Tschechien          | 20,73    |

## Halbfinale
19. Juli 2022
Aus den drei Halbfinalläufen qualifizierten sich die jeweils ersten beiden Athleten – hellblau unterlegt – sowie die darüber hinaus zwei zeitschnellsten Läufer – hellgrün unterlegt – für das Finale.

### Halbfinallauf 1
19. Juli 2022, 18:50 Uhr Ortszeit (20. Juli, 3:50 Uhr MESZ)

Wind: −0,1 m/s
| Platz | Name                     | Nation                  | Zeit (s) |
| ----- | ------------------------ | ----------------------- | -------- |
| 1     | Alexander Ogando         | Dominikanische Republik | 19,91 NR |
| 2     | Joseph Fahnbulleh        | Liberia                 | 19,92    |
| 3     | Jerome Blake             | Kanada                  | 20,29    |
| 4     | Nethaneel Mitchell-Blake | Großbritannien          | 20,30    |
| 5     | Sinesipho Dambile        | Südafrika               | 20,47    |
| 6     | Fred Kerley              | USA                     | 20,68    |
| 7     | Shōta Iizuka             | Japan                   | 20,77    |
| DNS   | Yohan Blake              | Jamaika                 |          |

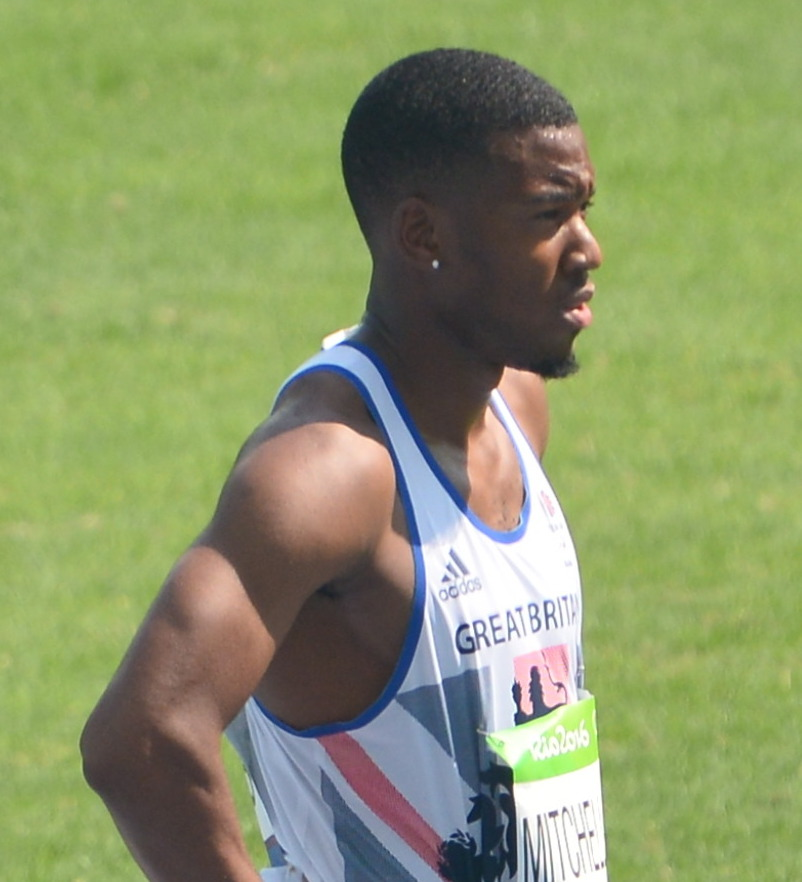
Nethaneel Mitchell-Blake – ausgeschieden als Viertplatzierter
des ersten Halbfinals

Weitere im ersten Halbfinale ausgeschiedene Sprinter:

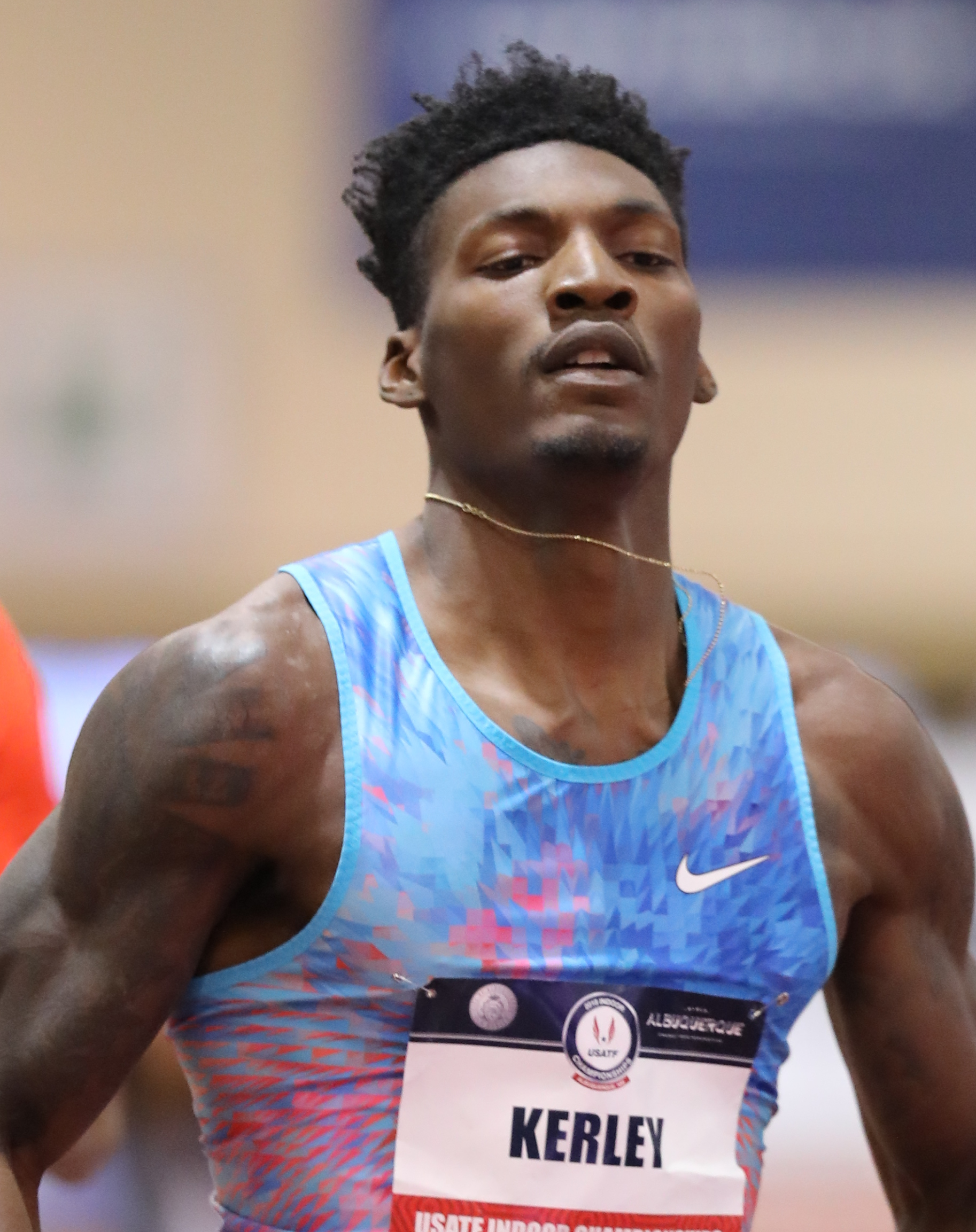
100-Meter-Weltmeister Fred Kerley – Rang sechs
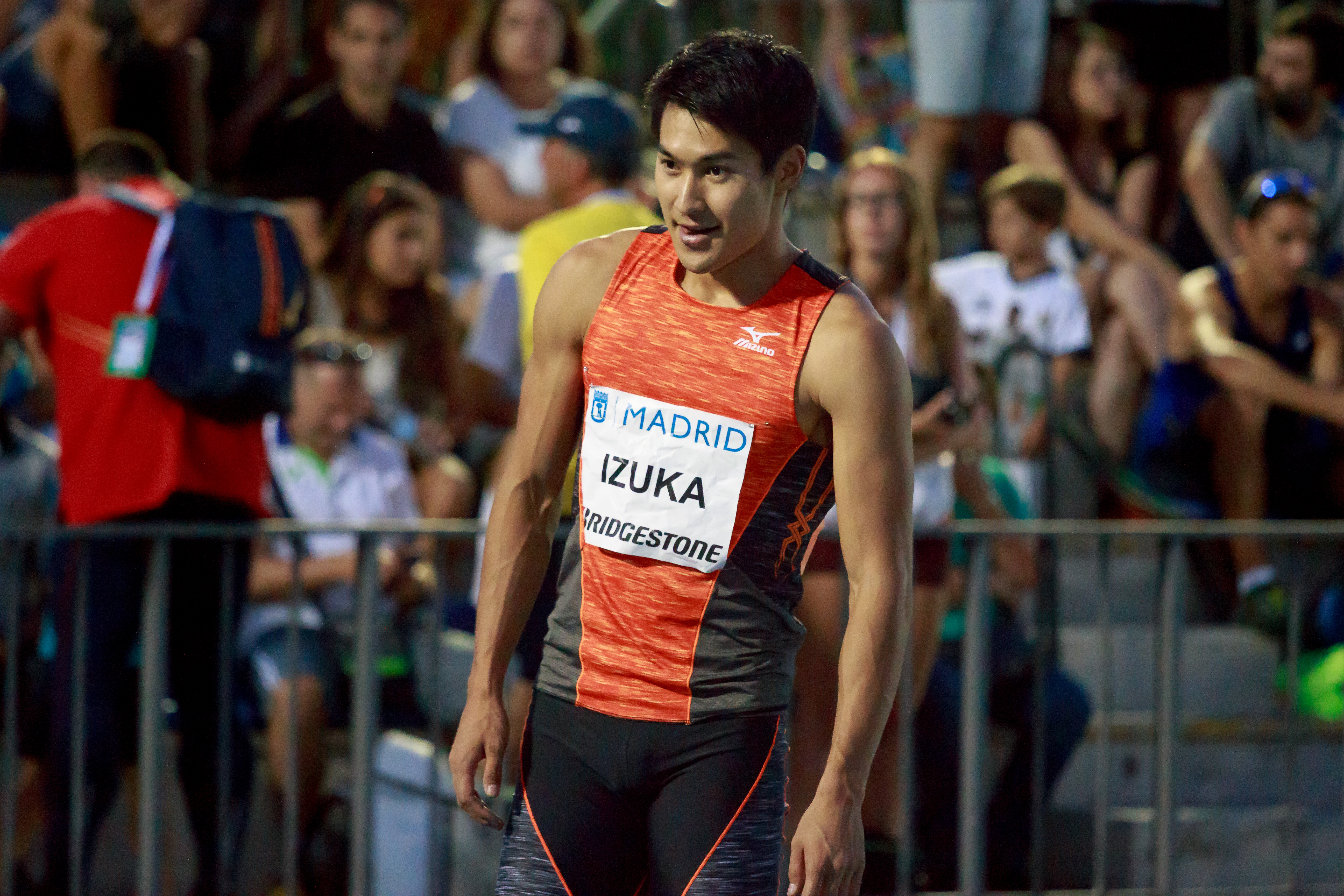
Shōta Iizuka – Rang sieben
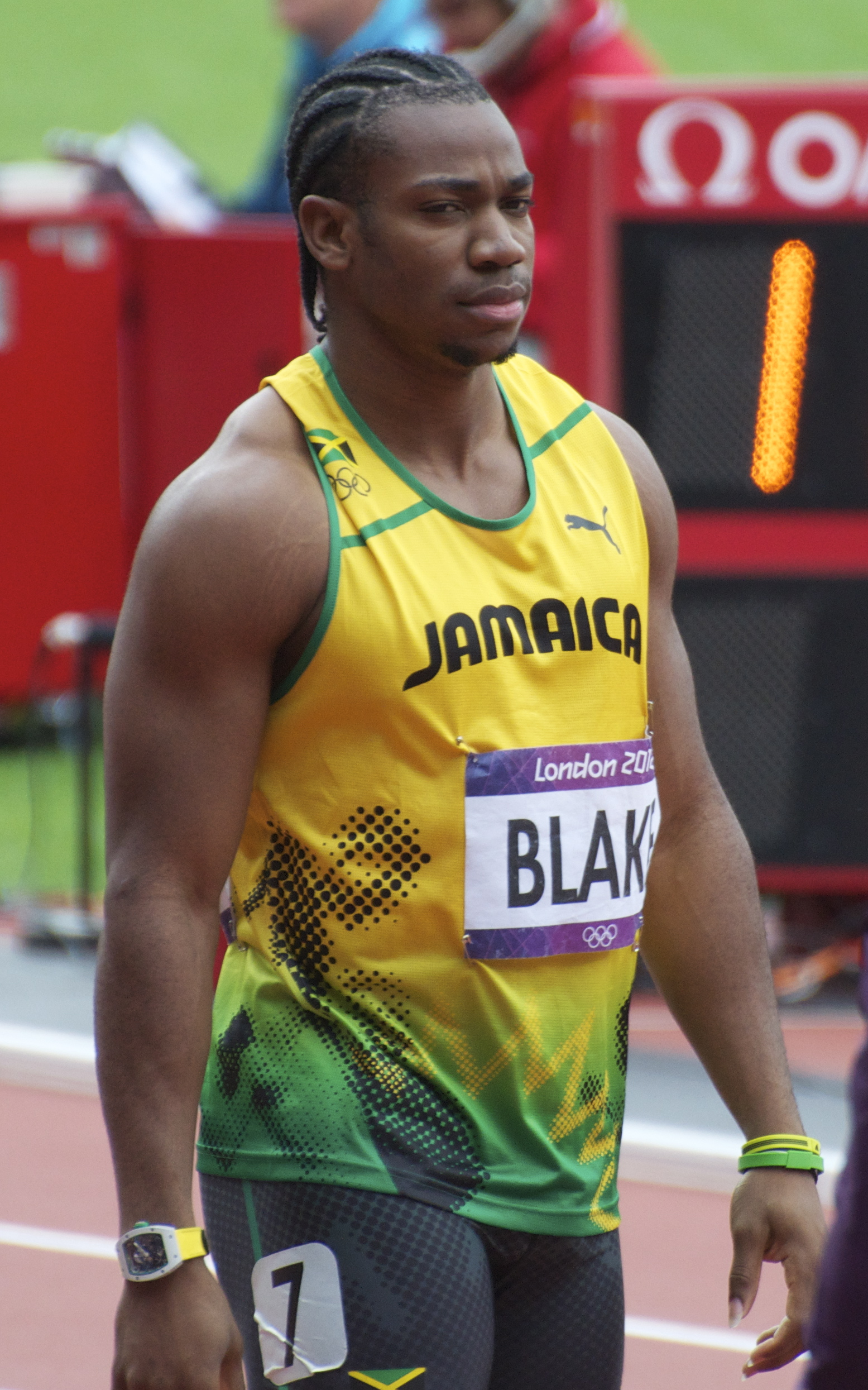
Yohan Blake – trat zu seinem Halbfinalrennen nicht an

### Halbfinallauf 2
19. Juli 2022, 19:02 Uhr Ortszeit (20. Juli, 4:02 Uhr MESZ)

Wind: +1,1 m/s
| Platz | Name              | Nation              | Zeit (s) |
| ----- | ----------------- | ------------------- | -------- |
| 1     | Noah Lyles        | USA                 | 19,62    |
| 2     | Kenneth Bednarek  | USA                 | 19,84    |
| 3     | Jereem Richards   | Trinidad und Tobago | 19,86    |
| 4     | Luxolo Adams      | Südafrika           | 20,09    |
| 5     | Tarsis Orogot     | Uganda              | 20,35    |
| 6     | Udodi Onwuzurike  | Nigeria             | 20,39    |
| 7     | Joe Ferguson      | Großbritannien      | 20,52    |
| 8     | Guy Maganga Gorra | Gabun               | 20,65    |

### Halbfinallauf 3
19. Juli 2022, 19:11 Uhr Ortszeit (20. Juli, 4:11 Uhr MESZ)

Wind: +0,3 m/s
| Platz | Name               | Nation                  | Zeit (s) |
| ----- | ------------------ | ----------------------- | -------- |
| 1     | Erriyon Knighton   | USA                     | 19,77    |
| 2     | Aaron Brown        | Kanada                  | 20,10    |
| 3     | Filippo Tortu      | Italien                 | 20,10    |
| 4     | Yancarlos Martínez | Dominikanische Republik | 20,21    |
| 5     | Xie Zhenye         | Volksrepublik China     | 20,41    |
| 6     | Koki Ueyama        | Japan                   | 20,48    |
| 7     | Calab Law          | Australien              | 20,72    |
| 8     | Rasheed Dwyer      | Jamaika                 | 20,87    |

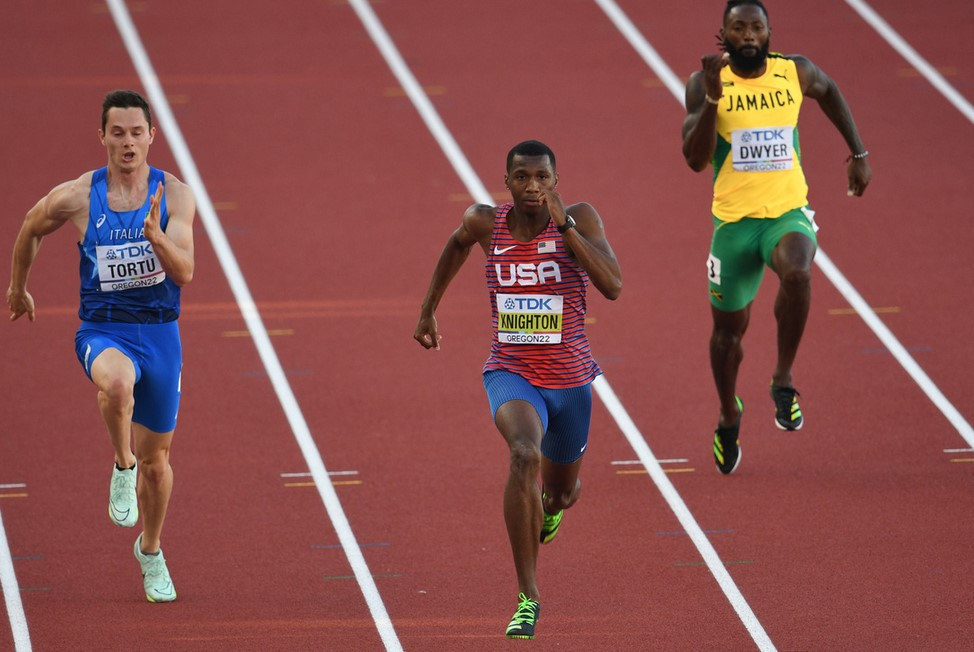
Drittes Halbfinale (v. l. n. r.): Filippo Tortu, Erriyon Knighton, Rasheed Dwyer

Im dritten Halbfinale ausgeschiedene Sprinter:

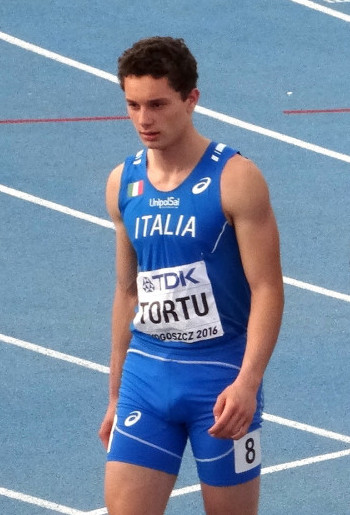
Filippo Tortu – Rang drei
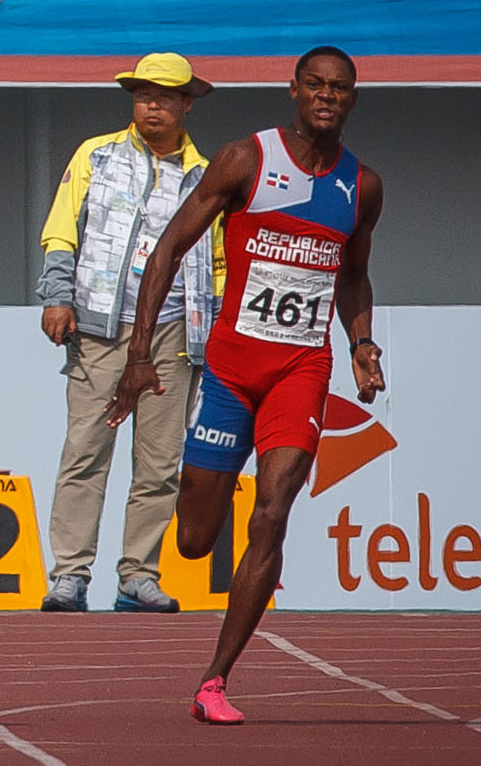
Yancarlos Martínez – Rang vier
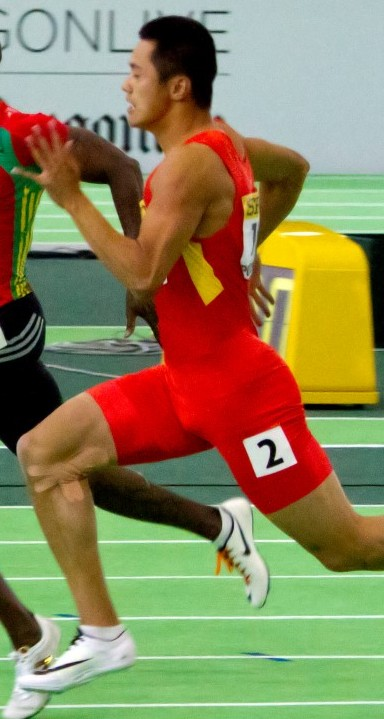
Xie Zhenye – Rang fünf
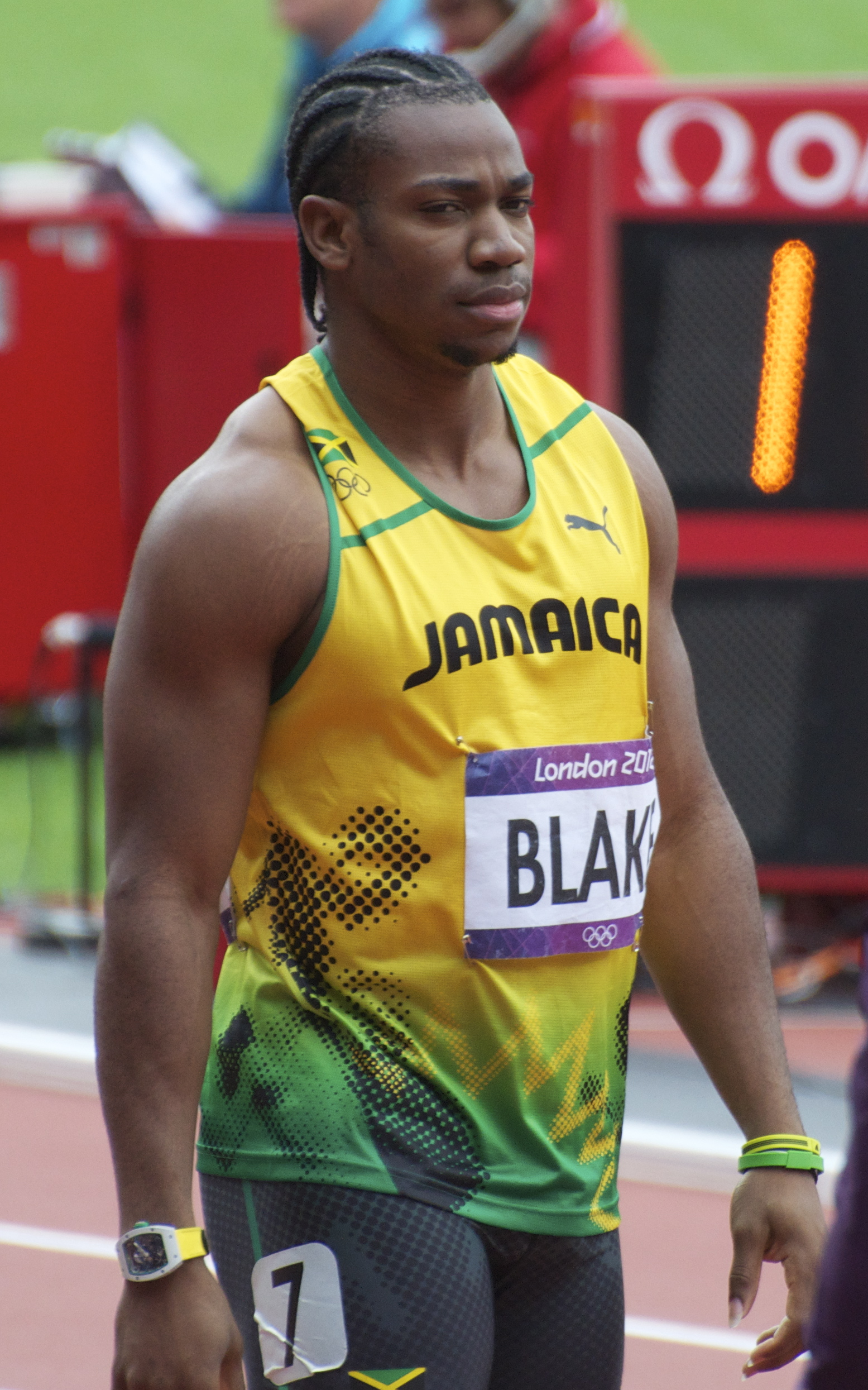
Yohan Blake trat zu seinem Halbfinalrennen nicht an

## Finale

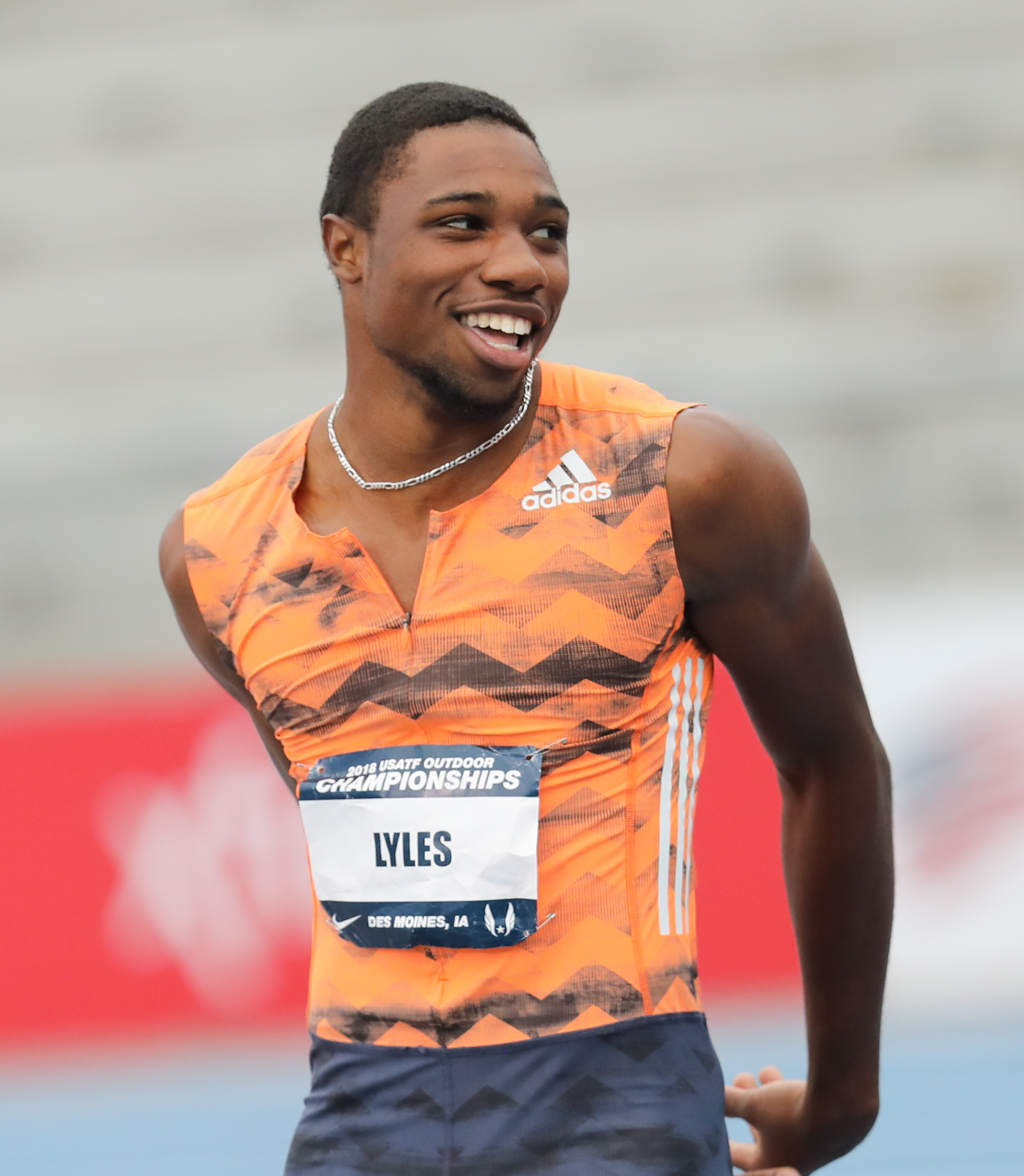
Erneuter Sieg für
Titelverteidiger Noah Lyles

21. Juli 2022, 19:50 Uhr Ortszeit (22. Juli, 4:50 Uhr MESZ)

Wind: +0,4 m/s
| Platz | Name              | Nation                  | Zeit (s)    |
| ----- | ----------------- | ----------------------- | ----------- |
| 1     | Noah Lyles        | USA                     | 19,31 WL/NR |
| 2     | Kenneth Bednarek  | USA                     | 19,77       |
| 3     | Erriyon Knighton  | USA                     | 19,80       |
| 4     | Joseph Fahnbulleh | Liberia                 | 19,84       |
| 5     | Alexander Ogando  | Dominikanische Republik | 19,93       |
| 6     | Jereem Richards   | Trinidad und Tobago     | 20,08       |
| 7     | Aaron Brown       | Kanada                  | 20,18       |
| 8     | Luxolo Adams      | Südafrika               | 20,47       |

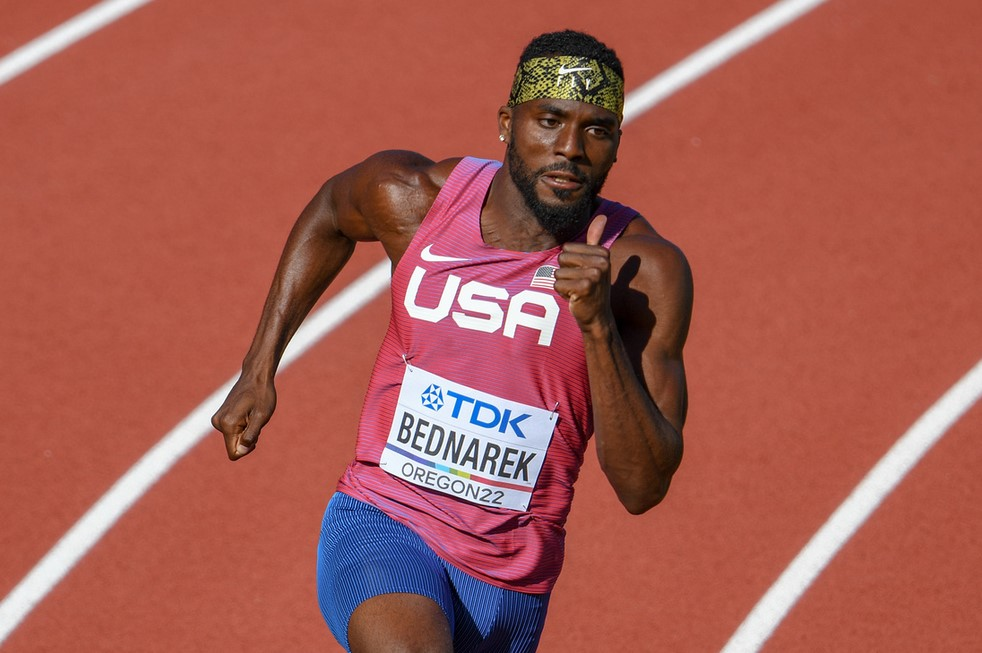
Vizeweltmeister Kenneth Bednarek
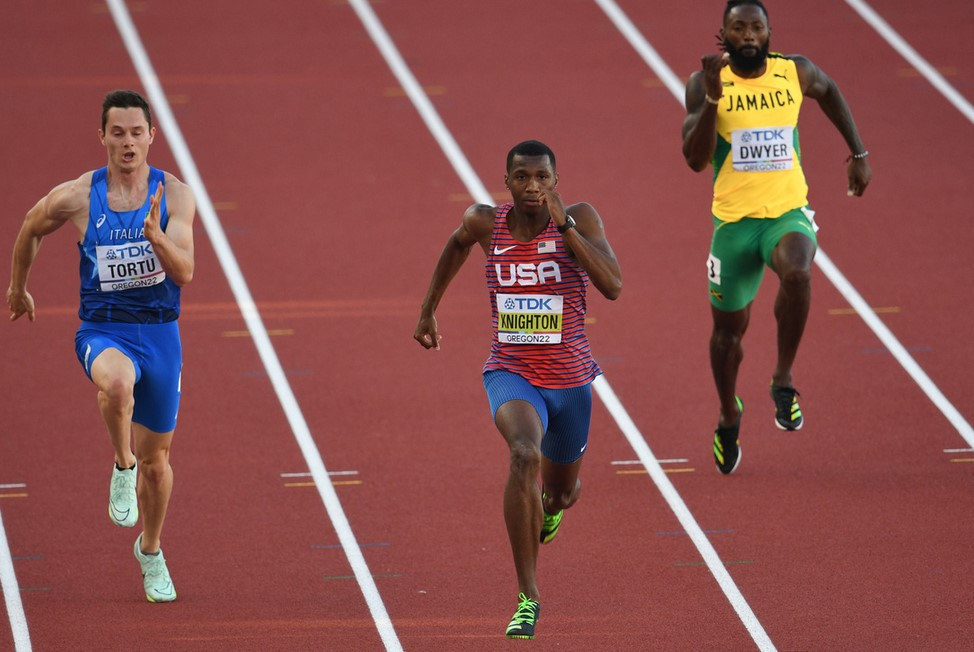
Bronze gewann Erriyon Knighton (Mitte, in seinem Halbfinale)
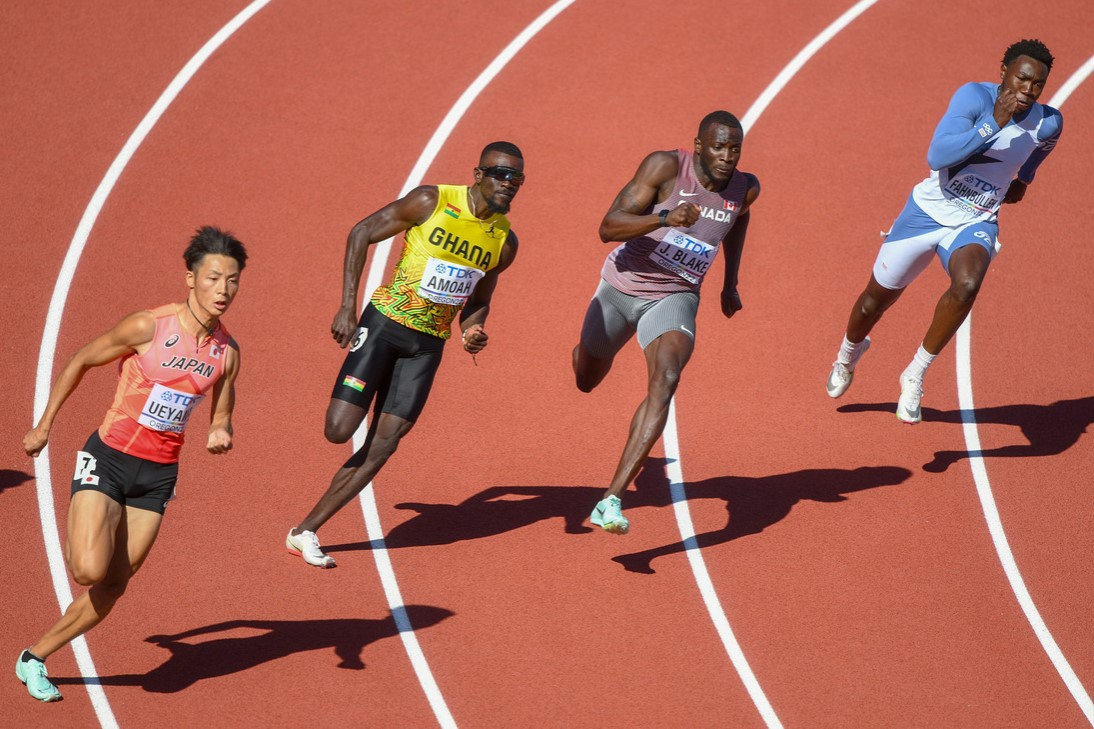
Joseph Fahnbulleh (ganz rechts, in seinem Vorlauf) erreichte Platz vier

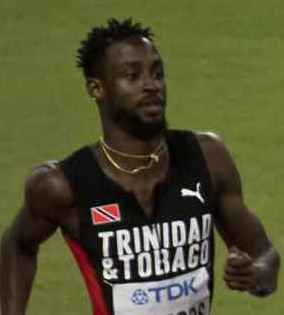
Rang sechs für Jereem Richards
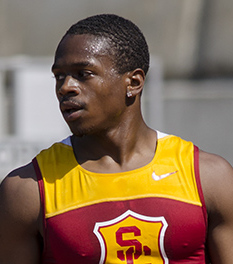
Der siebtplatzierte Aaron Brown
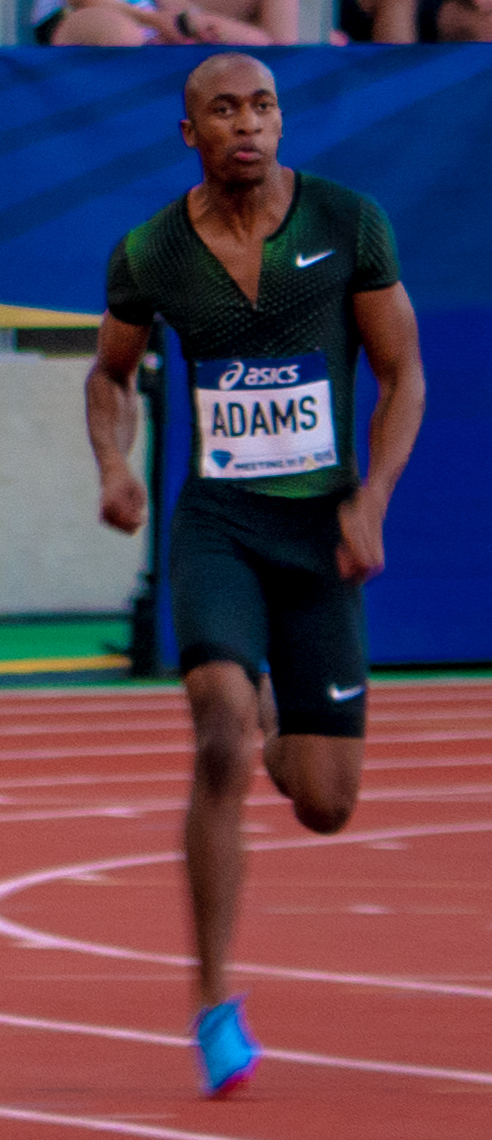
Luxolo Adams kam auf den achten Platz

## Video
- Noah Lyles SHOCKS THE WORLD!! 2022 World Championships - Men's 200 Finals, youtube.com, abgerufen am 3. August 2022